# EGuide
Der eGuide ist ein elektronisches Medium zur Eingabe und Visualisierung von Informationen. Er wird häufig als Verkaufshilfe angeboten (wie z. B. im Automobilhandel, oder in der IT-Branche als Entscheidungshilfe für beispielsweise Hardwareinvestitionen o. Ä.) Als eGuide ist eine von Kunsthistorikern entwickelte Softwareentwicklung bezeichnet. Diese wird wie eine Art Navigation von Touristen in einem weitläufigen Außendenkmal genutzt. Das System läuft auf kleinen Handcomputern, sogenannten PDAs, die GPS-Signale empfangen können. Die Besucher können das Denkmal auf eigenen Routen erkunden, werden per GPS zu Sehenswürdigkeiten ihrer Wahl navigiert und können sich zu bestimmten Standorten multimedial über Bilder und Hörtexte informieren. Informationstiefe und -dichte sind gestaffelt und durch die Besucher individuell wählbar.
Der eGuide wurde für die mittelalterliche Kaiserpfalz Ingelheim entwickelt und ist seit April 2007 dort in Betrieb und kann im Museum bei der Kaiserpfalz ausgeliehen werden. Das Gebiet ist 250 × 300 m groß und heute durch moderne Straßen und Wohnbebauung fast vollständig überbaut.

## Mögliche Einsatzbereiche des eGuide
Der eGuide ist besonders für archäologische Denkmäler entwickelt worden, die zu großen Teilen unsichtbar sind. Hier tritt häufig das Problem auf, dass wesentliche Denkmalbereiche unter der Erdoberfläche liegen. Moderne Überbauung trägt dazu bei, dass sich den Besuchern der ursprüngliche Gesamtzusammenhang größerer Denkmalbereiche nicht erschließt und die Orientierung schwerfällt. Zudem ist der eGuide besonders geeignet für Denkmäler, zu denen vielschichtige Informationen vorliegen, da sich auch umfassende und komplexe Informationen gut portionieren lassen und Daten in nahezu unbegrenztem Umfang in dem System hinterlegt werden können.

### Gründe für die Systementwicklung des eGuide
Die Überbauung des ehemaligen Pfalzgebietes in Ingelheim am Rhein hat dazu geführt, dass das Denkmal für Touristen heute weitgehend „unsichtbar“ geworden ist, da räumliche Zusammenhänge optisch nicht mehr erkennbar sind. Hinzu kommt auch die mangelnde Orientierung der Besucher im Stadtquartier.
Dank mehrjähriger interdisziplinärer Forschung konnte eine sehr hohe Informationsdichte über die Baugeschichte, die Beziehungen der einzelnen Bauteile zueinander, die Bedeutung der Kaiserpfalz Ingelheim im Mittelalter und auch über die Geschichte des Stadtteils Nieder-Ingelheim gewonnen werden.

### Projektpartner
Idee, Konzept, Struktur und Inhalte stammen von der Forschungsstelle Kaiserpfalz Ingelheim. Die technische Umsetzung (Software und Hardware) erfolgte durch die Firma eyeled GmbH, Saarbrücken. Antonio Krüger und seine Mitarbeiter am Institut für Geoinformatik der Universität Münster erarbeiteten die Fußgängernavigation. Die Hörtexte wurden bei der Firma Schröder AV-Medien OHG in Osterholz-Scharmbeck produziert.

## Funktionsweise des eGuide
Der eGuide Kaiserpfalz Ingelheim vereint die zwei grundlegenden Funktionen der Besucher-Navigation und -information.

### Fußgängernavigation per GPS
Die Navigation und die Bereitstellung ortsspezifischer Inhalte wurden mit GPS realisiert. Ein vor der endgültigen Entscheidung durchgeführter Test ergab, dass das Gelände der Kaiserpfalz trotz teilweise enger Bebauung durchweg einen guten Empfang der Satellitensignale ermöglicht. Dem Problem der bislang relativ großen Ungenauigkeit mit GPS wurde mit der Kombination entsprechender Hardware, Software und speziell aufbereiteten Kartenmaterials entgegengewirkt.
Der Besucher sieht seinen aktuellen Standort jeweils auf einer Übersichtskarte. Eine gezielte Navigation ist von jedem beliebigen Standort zu jedem der 18 Denkmalstationen möglich. Man erhält sowohl eine auditive Wegbeschreibung zum Ziel als auch eine grafische Darstellung der Route auf dem Display.

### Information durch Multimediale Inhalte
Zu jeder Rundwegstation gibt es Informationen in Form von Hörtexten und einer Bildergalerie. So kann jeder Benutzer den Zugang selbst wählen. Die Hörtexte sind gestaffelt: Zu den einzelnen Rundwegstationen liegen je eine Basisinfo, eine Zusatzinfo und eine Archäologische Info vor. Alle Hörtexte werden durch Bilderfolgen begleitet. Durch diese Gliederung kann jeder Nutzer individuell und angepasst an sein Vorwissen und sein Zeitbudget entscheiden, wie tief er in jedes Thema einsteigen möchte.
Die Bildergalerien enthalten neben den Abbildungen aus den Hörtexten zusätzliches Bildmaterial. Sie eignen sich in besonderer Weise, unsichtbares sichtbar zu machen: Fotos von Architekturdetails, die vom Standpunkt der Besucher schwer oder gar nicht zu erkennen sind, historische Fotos, Bilder von Fundstücken, Pläne und Rekonstruktionszeichnungen und vor allem Fotos der archäologischen Ausgrabungen, die Fundamente und Mauerreste zutage gefördert haben, welche inzwischen wieder unter einer Asphaltdecke verschwunden sind.
Die besonders übersichtlichen und benutzerfreundlich gestalteten Oberflächen des eGuide wurden im November 2007 mit dem saarländischen Staatspreis für Design ausgezeichnet.

### Software
Die Software besteht aus zwei miteinander kombinierten Komponenten: Die Grundlage bildet eine Standard-Software für multimediale Besucherführungssysteme. Sie lässt sich flexibel mit Bildern, Audiodateien und Filmen bestücken. Hieran angekoppelt ist eine bislang einzigartige Navigations-Komponente, die speziell für Fußgänger entwickelt wurde.